# Прохорович Павло Васильович
Прохорович Павло Васильович (*1871(або 1872) — † після 1927) — український драматичний актор, театральний діяч, драматург, антрепренер.

## Біографія
На сцені почав виступати з 1895. Спочатку Прохорович в складі українських труп гастролював провінційними театрами Росії, а в 1908 очолив власний колектив українських артистів.
Влітку 1908 українська трупа під керуванням П. Прохоровича з великим успіхом побувала на гастролях у Луганську. А перед цим вона гастролювала в Бахмуті, де мала гарні збори — «по 175 карбованців на коло».
Трупа Прохоровича вважалася численною, в її складі були актриси Безбородько, Владимирова, Євгеньєва, Коваленко, Корсакова, Леванковська, Орися-Чала, Фразенко, Туманова, Шевченко, Дзбановська та актори Биковський, Гончаренко, Дьяконов, Дубовський, Жадов, Левицький, Лук'яненко, Мельник, Павловський, Прохорович, Угадаєнко, Фразенко, Петро Чалий, Віра Чала, Чайка, Шевченко. Капельмейстером на той час був Л. Леванковський."
4 грудня 1908 року трупа Прохоровича почала свої виступи на Кубані в зимовому стаціонарному театрі. Були поставлені п'єси М. Л. Кропивницького «Дві сім'ї», «Суєта» і «Сорочинський ярмарок». Після завершення гастролей П. В. Прохорович залишився в Армавірі на посаді адміністратора театру М. Й. Місожникова.
Крім акторської і антрепренерської діяльності він займався драматургією. Серед відомих його п'єс: «З-під вінця в труну», «Богоодступниця», «Зрада».
Актриса Поліна Самійленко згадувала про Армавірський театр таке: артисти театру «приходили на репетиції скромно й бідно одягнені, зате у виставах були казково прекрасні в своїх костюмах… Найбільш мені подобалась… примадонна Н. Туманова. Це — дружина Прохоровича, хазяйка театру».
У сценічному репертуарі цього театру українська тематика займала помітне місце. У Армавірі, крім діяльності на посту театрального адміністратора, П. В. Прохорович також працював представником редакції катеринодарської газети «Новая заря».
В 1911 році П. В. Прохорович залишив пост директора театру і, очоливши українську трупу, здійснив гастрольну поїздку провінційними містами Росії.
У березні і квітні 1915 з трупою він знову виступав в Армавірі, в тому ж театрі, який на той час вже перейшов у власність купця С. П. Меснянкіна.
Про долю П. В. Прохоровича після революції 1917 відомо мало. Сам він в 1925 писав: «Годы революции я ни единого дня не отдал ничему, кроме сцены и, работая в труппе, я то работал в 45 дивизии в Умани и Литов… (нерозбірливо), то в корпусе высокочтимого безвременно погибшего т. Котовского»
Останні відомості про П. В. Прохоровича відносяться до 1925, коли він безуспішно намагався повернути свій будинок у Армавірі, який був муніципалізований місцевою владою.
В серпні 1927 гастролював у складі трупи Мирова-Бедюха в Іркутську. 20 серпня брав участь в виставі власної п'єси "Смерть за честь".